# 決戰中途島
《決戰中途島》（英語：Midway）是一部2019年美國戰爭片，由羅蘭·艾默瑞奇執導、韋斯·圖克（Wes Tooke）撰寫劇本，故事是根據「美日中途島海戰」真實事件所改編。其主演包括艾德·斯克林、派翠克·威爾森、路克·伊凡斯、亞倫·艾克哈特、尼克·強納斯、曼蒂·摩兒、丹尼斯·奎德和伍迪·哈里遜。該片2019年11月8日美國、中國大陆和臺灣上映。

## 劇情
故事敘述美國海軍水手和飛行員參與1942年6月4日至7日和日本海军之间的中途島海戰，也是美軍在太平洋戰爭的重要轉捩點。

## 演員

### 美国
- 艾德·斯克林 飾 迪克·貝斯特海軍上尉（片末為少校）：企業號第6俯衝轟炸機隊中隊長。
- 派翠克·威爾森 飾 艾德溫·萊頓海軍少校：太平洋艦隊情報官。
- 路克·伊凡斯 飾 韋德·麥克拉斯基（英语：C. Wade McClusky）海軍少校（英语：Lieutenant commander (United States)）：企業號飛行大隊大隊長。
- 盧克·克萊恩坦克 飾 克拉倫斯·厄爾·狄更生海軍上尉（Lieutenant Clarence Earle Dickinson）：企業號第6偵查機隊飛行員。
- 達倫·克里斯 飾 尤金·林西（英语：Eugene E. Lindsey）海軍少校：企業號第6魚雷機隊中隊長。
- 伍迪·哈里遜 飾 切斯特·尼米兹海軍上將：新任太平洋艦隊司令。
- 大衛·惠利特 飾 哈斯本·金梅爾海軍上將：前任太平洋艦隊司令。
- 傑克·韋伯（英语：Jake Weber） 飾 雷蒙德·斯普魯恩斯海軍少將（英语：Rear admiral (United States)）：第16特遣艦隊司令（新任）。
- 丹尼斯·奎德 飾 威廉·「蠻牛」·海爾賽海軍中將（英语：Vice admiral (United States)）：第16特遣艦隊司令（前任）。
- 埃里克·戴維斯（Eric Davis） 飾 米爾斯·白朗寧（英语：Miles Browning）海軍上校：企業號首席航空參謀
- 布倫南·布朗（英语：Brennan Brown） 飾 約瑟夫·羅契福（英语：Joseph Rochefort）海軍中校：太平洋戰區通訊部，解碼處主任
- 亞倫·艾克哈特 飾 詹姆斯·杜立德陸軍航空軍中校（英语：Lieutenant colonel (United States)）：東京空襲行動指揮官。
- 基安·強生 飾 海軍航空通信兵詹姆士·莫瑞（Chief Aviation Radioman James Murray）：企業號第6俯衝轟炸機隊通信員。
- 尼克·強納斯 飾 海軍航空下士機械師麥特·布魯諾·蓋伊多（Aviation Machinist Mate Bruno Gaido）
- 亞歷山大·路德韋格 飾 羅伊·皮爾斯海軍上尉（Lieutenant Roy Pearce）：亞利桑那號值更官
- 詹姆斯·卡佩内羅（英语：James Carpinello） 飾 威廉·布羅克曼（英语：William H. Brockman Jr.）海軍少校：鸚鵡螺號潛艦艦長
- 布蘭登·斯克勒納（英语：Brandon Sklenar） 飾 喬治·蓋伊（英语：George H. Gay Jr.）海軍少尉（英语：Ensign (rank)）：大黃蜂號第8魚雷機隊飛行員。
- 傑克・曼利（英语：Jake Manley） 飾 威利·韋斯特海軍上尉（Ensign Willie West）：企業號第6俯衝轟炸機隊飛行員。
- 羅素·丹尼斯·劉易斯（Russell Dennis Lewis） 飾 弗蘭克·伍德羅·奧弗萊厄蒂海軍少尉（英语：Ensign (rank)）：企業號第6偵查機隊飛行員。
- 馬克·羅斯頓 飾 恩斯特·金恩海軍上將：海軍作戰部長。
- 傑弗瑞·布雷克（英语：Geoffrey Blake (actor)） 飾 約翰·福特海軍中校：戰略情報局駐中途島新聞影片導演。

### 日本
- 淺野忠信 飾 山口多聞海軍少將：第二航空戰隊指揮官。
- 國村隼 飾 南云忠一海軍中將：第一航空戰隊指揮官。
- 豐川悅司 飾 山本五十六海軍大將：聯合艦隊司令。
- 彼得·新小田（英语：Peter Shinkoda） 飾 源田實海軍大佐：艦隊航空參謀。
- 井田裕本（Hiromoto Ida） 飾 東條英機陸軍大將：日本首相。
- 新谷弘明（Hiroaki Shintani） 飾 裕仁天皇

### 平民角色
- 曼蒂·摩兒 飾 安妮·貝斯特（Anne Best）：迪克·貝斯特之妻
- 狄恩·沙勒（Dean Schaller） 飾 傑克·麥肯齊：福特中校的攝影師。
- 呂蔡嶸（Kenny Leu） 飾 朱學山（Zhu Xueshan）：浙江教师，杜立德中校迫降在中國後帶領其前往衢州。

## 製作
2017年5月23日，據報導，羅蘭·艾默瑞奇將執導二戰電影《決戰中途島》。2018年4月，演員伍迪·哈里遜和曼蒂·摩兒加入該片的演出。2018年7月，路克·伊凡斯將在片中飾演韋德·麥克拉斯基，該角因在中途島海戰中的事蹟而獲授海軍十字勳章。而羅比·保加拿（Robby Baumgartner）則受雇擔任電影的攝影指導。
2018年8月，派翠克·威爾森、艾德·斯克林、亞倫·艾克哈特、尼克·強納斯、淺野忠信和丹尼斯·奎德等人加入演出陣容。達倫·克里斯、亞歷山大·路德韋格和布蘭登·斯克勒納則於9月份加入。主要拍攝於2018年9月5日在夏威夷州檀香山開始進行；其他地點也包括了魁北克省蒙特利尔。
2018年11月，視覺效果公司Pixomondo已簽約負責電影的視覺效果處理。該公司先前曾與導演艾默瑞奇在《2012》（2009年）和《ID4星際重生》（2016年）中合作。

## 發行
《決戰中途島》由獅門定於2019年11月8日在美國的老兵節週末上映。2019年10月24日，該片在美國夏威夷珍珠港的希卡姆聯合基地舉行首映禮。
在中国大陆，约2分钟的内容被删除。删减集中在游击队捉住并盘问轰炸日本后在中国上空跳伞的美国飞行员的段落。

### 市場營銷
該片的首張預告海報於2019年6月4日釋出，這也是中途島海戰的77週年。一組達十三張的劇照於2019年6月26日釋出，而首支預告片則於次日（6月27日）發布。第二支同時也是最終預告於2019年9月12日公開，院線海報也在9月25日釋出。

## 迴響

### 評價
《決戰中途島》獲得的評價整體褒貶不一。該片在爛番茄上根據86條評論，新鮮度40%，平均得分為5.11／10；該網站共識：「《決戰中途島》重新審視了具有現代特效和更平衡觀點的著名故事，但其劇本還未做好戰鬥的準備。」。而在Metacritic上則獲得了48分（滿分100）。據CinemaScore調查，觀眾的反應在A+至F間落於「A」。

### 票房
在美國和加拿大，《決戰中途島》與《安眠醫生》、《去年聖誕節》、《救火奶爸》同天上映並競爭，外界最初預估《決戰中途島》在首映週末能從3100間影院中取得1500萬美元左右的票房收入。該片在上映首日獲得630萬美元（包括週四晚間預售的92.5萬美元）後，使預估值提升至1800萬至2100萬美元。《決戰中途島》於首週以1750萬美元的票房登上當週票房冠軍。
| 上一届： 《魔鬼終結者：黑暗宿命》 | 2019年美國週末票房冠軍 第45週     | 下一届： 《賽道狂人》  |
| 上一届： 《少年的你》             | 2019年中国内地一周票房冠军 第45週 | 下一届： 《冰雪奇緣2》 |
| 上一届： 《魔鬼終結者：黑暗宿命》 | 2019年台北週末票房冠軍 第46週     | 下一届： 《冰雪奇緣2》 |
| 上一届： 《未來戰士：黑暗命運》   | 2019年香港一週票房冠軍 第46週     | 下一届： 《魔雪奇緣2》 |

### 相关事件
- 太平洋戰爭
- 珍珠港事件
- 空袭东京
- 珊瑚海海战
- 中途岛海战

### 相关电影
- 珍珠港 (電影)
- 中途島戰役 (1976年電影)

## 外部連結
- 互联网电影数据库（IMDb）上《決戰中途島》的资料（英文）
- 爛番茄上《決戰中途島》的資料（英文）